# Tilaj
Tilaj község Zala vármegyében, a Zalaegerszegi járásban, a Zalai-dombságban, a Zalaapáti-hát területén.

## Fekvése
A vármegye északkeleti részén, a Zalai-dombság egyik vonulatán található.
Különálló településrésze Tilajújhegy, a központjától bő 2 kilométerre északra.
A közvetlenül határos települések: észak felől Almásháza, északkelet felől Ligetfalva, kelet felől Zalacsány, dél felől Szentpéterúr, nyugat felől pedig Nagykapornak. Nagyon kevés híja van annak, hogy nem határos északnyugat felől még Padárral is. 

### Megközelítése
Legfontosabb közúti megközelítési útvonala a 76-os főút, mely az északi határa közelében húzódik. A főútról Tilaj a 73 236-os, Tilajújhegy pedig a 73 233-as számú bekötőúton érhető el; a két településrészt egy önkormányzati út kapcsolja össze. Tilajújhegy lakott területének északi szélénél ágazik ki még a főútból északi irányban – a 73 233-assal közös csomópontban – az Almásházára vezető 73 237-es számú mellékút is.
A településközpontot ritkán érinti pár Keszthely és Zalaegerszeg között járó autóbusz, a többi csak pár kilométerre, a 76-os főúton áll meg.
Vasútvonal az egész környéket nem érinti; a legközelebbi vasúti csatlakozási lehetőséget a Szombathely–Nagykanizsa-vasútvonal Nagykapornak vasútállomása kínálja, körülbelül 15 kilométerre nyugatra, de ennél nincs sokkal messzebb Keszthely vasútállomása sem, az ellenkező irányban.

## Története
Tilaj első említése 1276-ból való. Birtokosa 1582-es kihalásáig a Csányi család volt. Mindvégig apró település volt egy, a 14. század során épült templommal, csekély mezőgazdasággal.
A törökök 16. századi dúlásai miatt teljesen elnéptelenedett, nagyrészt erdő nőtte be a falut. Újratelepülésére a 18. században került sor, elsősorban Zalacsányból érkeztek katolikus telepesek.
Az 1950-es években kiépült az alapvető infrastruktúra, illetve egy művelődési házzal gazdagodott Tilaj. Mindazonáltal az elvándorlás ettől az időszaktól folyamatosan jellemezte, ugyanakkor némi betelepülés is megfigyelhető a családias közösség megtartó ereje eredményeképpen.

## Közélete

### Polgármesterei
- 1990–1994: Csordás János (független)[3]
- 1994–1998: Heinerné Vörös Mónika (független)[4]
- 1998–2002: Heinerné Vörös Mónika (független)[5]
- 2002–2006: Heinerné Vörös Mónika (független)[6]
- 2006–2010: Salamon László Krisztián (független)[7]
- 2010–2014: Senkó József (független)[8]
- 2014–2017: Senkó József (független)[9]
- 2017–2019: Senkó Balázs (független)[10]
- 2019–2024: Senkó Balázs (független)[11]
- 2024– : Senkó Balázs (független)[1]

A településen 2017. november 12-én időközi polgármester-választást tartottak, az előző polgármester néhány hónappal korábban bekövetkezett halála miatt. Az új polgármester az elhunyt fia lett.

## Népesség
A település népességének változása:
| Lakosok száma | 195  | 185  | 179  | 159  | 176  | 194  | 189  |
|               | 2013 | 2014 | 2015 | 2021 | 2022 | 2023 | 2024 |

A 2011-es népszámlálás idején a nemzetiségi megoszlás a következő volt: magyar 94,9%, német 4,5%. A lakosok 81,3%-a római katolikusnak, 4,4% felekezeten kívülinek vallotta magát (12,6% nem nyilatkozott).
2022-ben a lakosság 82,4%-a vallotta magát magyarnak, 5,1% németnek, 2,3% egyéb, nem hazai nemzetiségűnek (13,1% nem nyilatkozott; a kettős identitások miatt a végösszeg nagyobb lehet 100%-nál). Vallásuk szerint 46% volt római katolikus, 0,6% református, 4% egyéb keresztény, 5,7% egyéb katolikus, 13,6% felekezeten kívüli (30,1% nem válaszolt).